# Уолтерс, Ларри
Ла́рри Уо́лтерс (19 апреля 1949, Лос-Анджелес, Калифорния — 6 октября 1993, Анджелеский национальный лес, Калифорния; англ. Larry Walters) — обладатель Премии Дарвина 1982 года; один из немногих, получивших её, но выживших в процессе события, повлёкшего вручение премии.

## Биография
Бывший водитель грузовиков решил исполнить свою мечту о полёте. Некогда он вступил в военно-воздушные силы, но из-за слабого зрения не был допущен к работе пилота. Однако ему удалось воплотить свою мечту. Ларри спроектировал конструкцию импровизированного средства для подъема в воздух. Он привязал к своему креслу около 40 метеозондов диаметром 7-8 футов (по разным оценкам)   и заполнил их гелием. С собой у Уолтерса были Си-Би-рация, пиво, бутерброды и пневматическое ружьё — спускаться он планировал, выстреливая в шары. По плану, после перерубания каната-якоря он должен был подняться над своим двором на 30 футов (10 м), однако он не рассчитал объём шаров с гелием и взлетел на 16 000 футов (4800 м). На этой высоте он решил не рисковать, стреляя по шарам; в итоге он провёл в воздухе 14 часов. По случайности он попал в воздушный коридор, и пилоты Trans World Airlines и Delta Air Lines стали докладывать о присутствии в воздухе человека в кресле.
Уолтерс всё же выстрелил в некоторые из шаров и постепенно опустился неподалёку от Лонг-Бич; ружьё вывалилось после выстрела по шарам, а шары в итоге запутались в линии электропередачи, что вызвало короткое замыкание. Целый район Лонг-Бич остался без электричества на 20 минут.
Результатом полёта был штраф в 1500 долларов от Федеральной авиационной администрации, приз от Bonehead Club of Dallas, рекорд высоты для полёта на кластерных воздушных шарах и Премия Дарвина. После полёта Уолтерс оставил работу водителем и стал оратором-мотиватором, что не принесло ему особенного дохода. Он никогда не был женат, не имел детей. 6 октября 1993 года он застрелился в лос-анджелесском лесу.